# 기타와키 겐지
기타와키 겐지(일본어: 北脇 健慈, 1991년 9월 15일 ~ )는 일본의 축구 선수이다.

## 구단 경력
그는 2014년부터 2020년까지 J리그의 도쿄 베르디, YSCC 요코하마, 블라우블리츠 아키타에서 활동하였다.